# Ever Hugo Almeida
Pour les articles homonymes, voir Almeida (homonymie).
Ever Hugo Almeida, né le 1er juillet 1948 à Salto en Uruguay, est un footballeur paraguayen reconverti en entraîneur.

## Biographie

### Sélection
Sélectionné à 22 reprises en équipe nationale paraguayenne de 1973 à 1985, il fait partie du groupe lors de la Copa América 1975.
Il joue 10 matchs qualificatifs pour la Coupe du monde de la FIFA.

### Entraîneur
Il entraîne l'équipe du Paraguay lors de la Copa América 1999 et l'équipe du Guatemala lors de la Gold Cup 2011.

## Palmarès

### Joueur
- Avec le Club Olimpia :
  - Champion du Paraguay en 1975, 1978, 1979, 1980, 1981, 1982, 1983, 1985, 1988, et 1989
  - Vainqueur de la Copa Libertadores en 1979 et 1990
  - Vainqueur de la Copa Interamericana en 1979
  - Vainqueur de la Coupe intercontinentale en 1979
  - Vainqueur de la Supercopa Sudamericana en 1990
  - Vainqueur de la Recopa Sudamericana en 1991

### Entraîneur
- Avec le Club Olimpia :
  - Champion du Paraguay en 1993

- Avec le CSD Municipal :
  - Champion du Guatemala en 2001 (A), 2002 (C) et 2002 (A)
  - Vainqueur de la Copa Interclubes UNCAF en 2001

- Avec le CD El Nacional :
  - Champion d'Équateur en 2005 et 2006

- Avec le Club Nacional :
  - Champion du Paraguay en 2009 (C)